# Gorra de paracaigudista

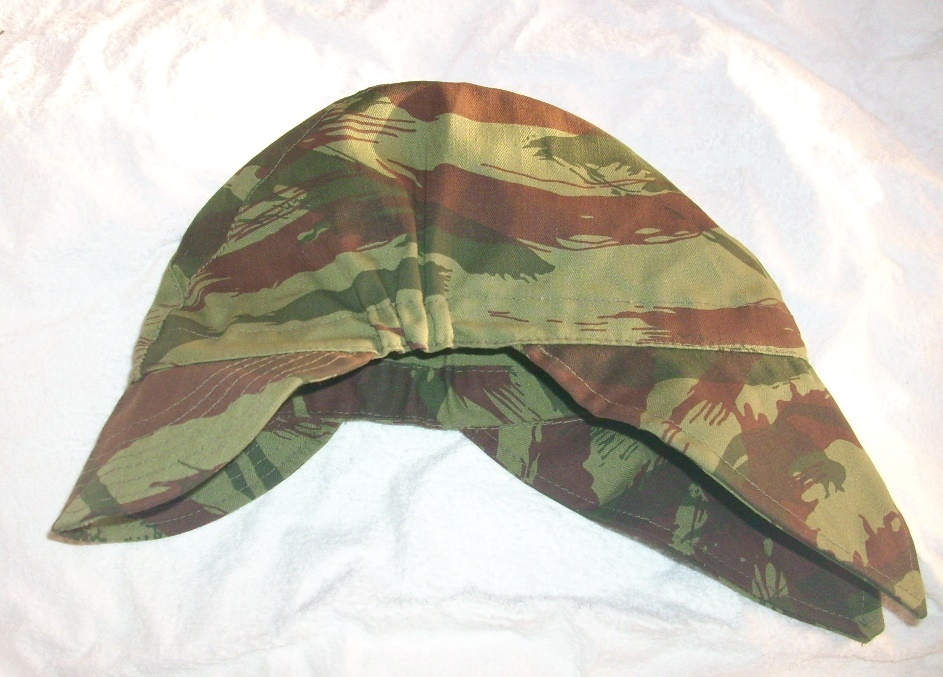
Gorra de paracaigudista: gorra de campanya portuguesa m. 1960 (quico), en patró lagarto, pràcticament idèntica a la casquette Bigeard original

La gorra de paracaigudista, o, en forma adjectivada, gorra paracaigudista, és una gorra militar flexible, de copa ajustada al cap, amb visera prominent i gran clatellera en forma de visera partida. La copa consta de tres peces: dues de laterals, semicirculars, i una de superior, ovalada, que les connecta. És de talla única: l'orla inferior de la copa duu un elàstic incorporat que permet ajustar-la a totes les talles. El disseny general evoca una mica la gorra de caçador holmsiana. La versió original i antonomàstica és mimètica (en patró lleopard, en principi), però també n'hi ha versió en verd oliva.
Sorgida al si de l'exèrcit francès (casquette Bigeard) com a lligadura privativa de les unitats paracaigudistes (d'on el nom), fou imitada per altres exèrcits, i sobretot pel portuguès, en què constituí la gorra de campanya universal (o quico) durant força temps.

## França: lacasquette Bigeard
La gorra paracaigudista fou dissenyada pel capità Tourret per al seu grup de paracaigudistes, cap al juliol de 1953, durant la Guerra d'Indoxina. El seu cap, el cèlebre Marcel Bigeard, llavors major (commandant), l'adoptà per a tota la unitat, el 6è BPC (Bataillon de parachutistes coloniaux), irreglamentàriament, cap al novembre de 1953, amb la intenció de distingir-se, enorgullir els seus homes i cridar l'atenció dels mitjans; per això en francès aquesta lligadura és coneguda com a casquette Bigeard. El fet que es confeccionés sempre en patró lleopard la feia més conspícua encara (si bé era l'opció lògica, atès que l'uniforme de campanya dels paracaigudistes francesos era tot d'aquest patró).
L'operació propagandística de Bigeard fou un èxit. A les alçades de la Guerra d'Algèria, la casquette Bigeard havia esdevingut un símbol prestigiós d'unitat d'elit; quasi totes les unitats paracaigudistes la usaven, i també força combatents d'altres cossos. I això, fins al punt que el 1958 fou reglamentada oficialment com a lligadura de campanya dels paracaigudistes francesos, conjuntament amb la boina ja tradicional.

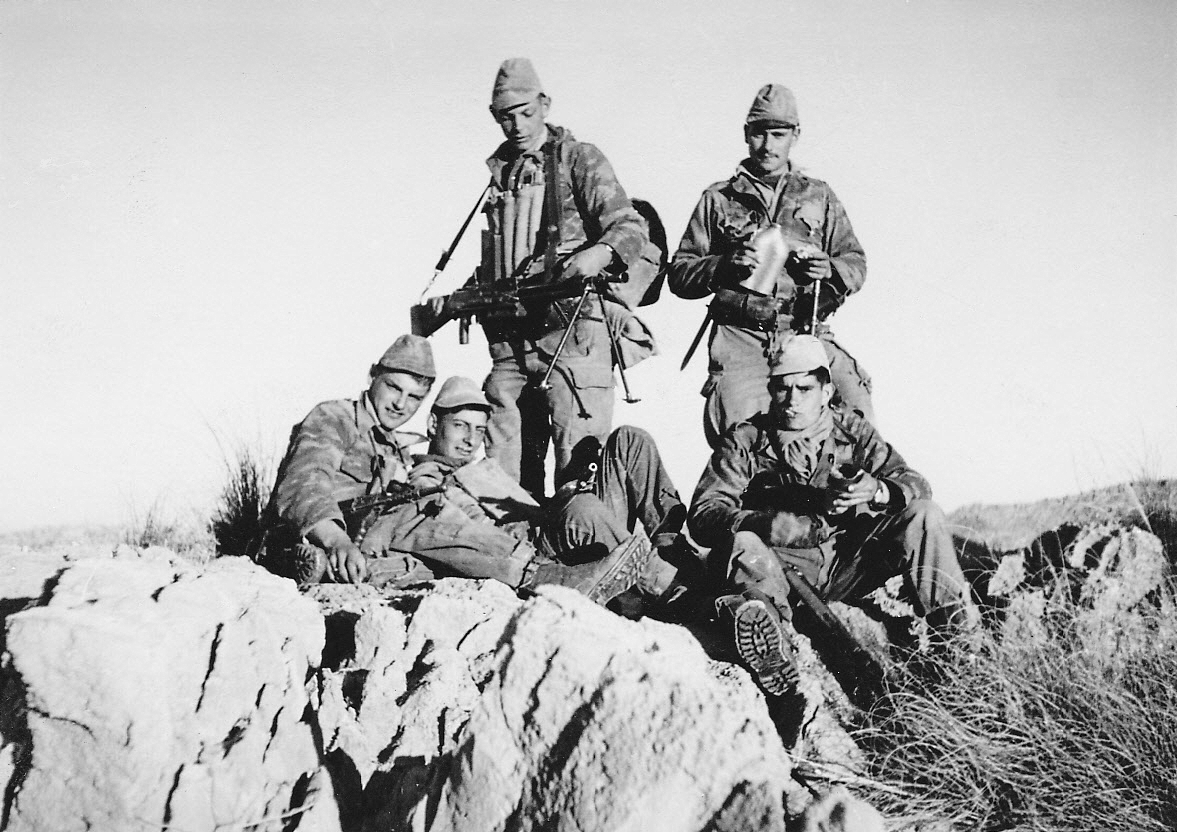
Zuaus francesos a Algèria (vers 1960) amb gorra de paracaigudista (casquette Bigeard)

Passada la Guerra d'Algèria, el patró lleopard es reservà per a operacions outre-mer, de manera que la gorra paracaigudista, com tot l'uniforme, es confeccionà essencialment en verd oliva (vert Armée) fins als volts de 1990.

## Èxit internacional
Als anys seixanta i setanta, la nova lligadura fou imitada per cossos d'elit d'altres exèrcits. Per exemple, la usaren força parà italians, extraoficialment, al principi amb exemplars francesos en patró léopard, i més endavant de confecció pròpia en telo mimetico. El mateix s'esdevingué entre alguns paracas espanyols (en patrons lleopard o rocoso). Etcètera. Però les imitacions de la gorra paracaigudista (i, sovint, del patró lleopard) proliferaren, sobretot, en estats d'Indoxina i d'Àfrica que havien estat colònies franceses (per exemple, Laos) o amb forta influència de la cultura francesa (Ruanda, per citar un cas); també en estats racistes com Sud-àfrica i Rhodèsia.

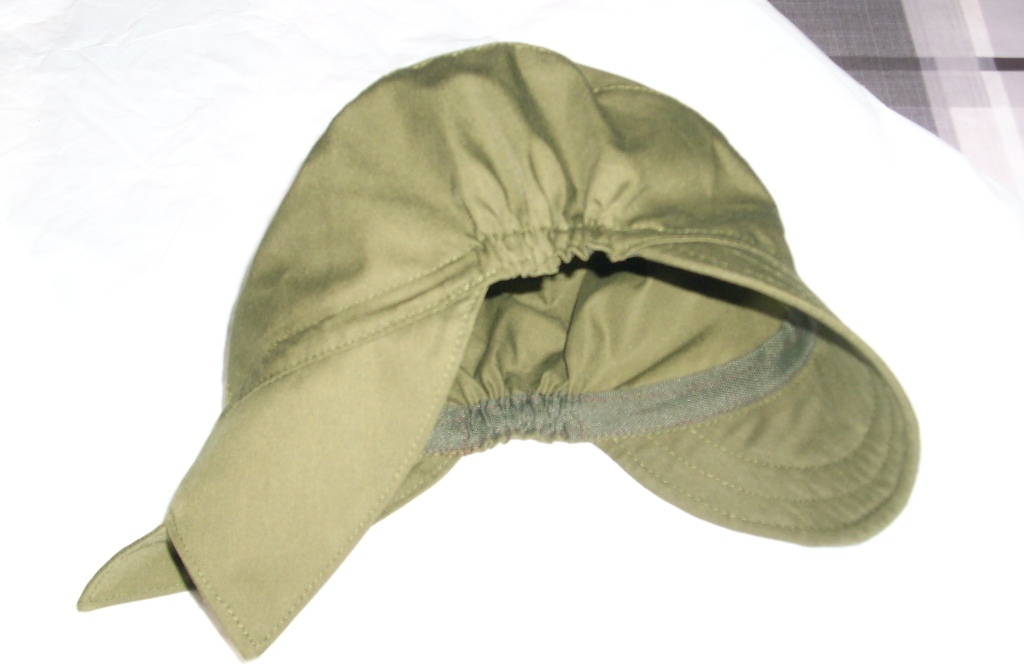
Gorra de feineig portuguesa m. 1964 (quico), exemple típic de gorra paracaigudista

## Portugal:o quico
Ara bé: la gorra paracaigudista adquiriria un pes específic extraordinari a l'exèrcit portuguès. En efecte: a diferència de França, on aquest model de gorra identificava forces d'elit, a Portugal esdevingué la lligadura bàsica de la totalitat de l'exèrcit.
Fou adoptada el 1960 (barrete 2C) com a part del nou uniforme mimètic de les forces especials (en patró lagarto); però de seguida, el 1961, aquest uniforme, gorra inclosa, es generalitzà a tot l'exèrcit per a campanya en jungla. A partir de 1964, a més, formà part del nou uniforme de feineig verd oliva llavors introduït per a tot l'exèrcit.
La gorra paracaigudista de seguida s'imposà com a lligadura preferent, tant en la versió mimètica (campanya a ultramar) com en la versió verd oliva (metròpoli), sota el nom popular de quico (genèric per 'barret petit i ridícul').
Reglamentària durant més de trenta anys, arribà a ésser el símbol identificador màxim de l'exèrcit portuguès (més i tot que la boina, des del 1961 també pròpia de tot l'exèrcit).

## Impacte social
Com a lligadura emblemàtica de tropes europees embarcades en guerres colonialistes d'una brutalitat extrema (França a Indoxina i a Algèria, Portugal a les colònies do Ultramar), amb el seguit de tortures sistemàtiques i planificades, massacres de civils, etc., i cofant personatges de fama tèrbola com el citat Bigeard i Kaúlza de Arriaga, durant molt de temps la gorra de paracaigudista fou un símbol de l'imperialisme més cru, amb matisos feixistes o feixistitzants, aguditzats encara per sud-africans i rhodesians. A més, l'ús d'aquest model de gorra per part d'estats tercermundistes contribuí a fer-ne un símbol del neocolonialisme.
Paradoxalment, en ésser duta pels soldats portuguesos --en la versió verd oliva-- en la Revolució dels Clavells, el mateix 25 d'abril (1974) i en els esdeveniments revolucionaris posteriors, la gorra paracaigudista es transformà en un símbol d'alliberament i de progressisme.
D'altra banda, el quico, en particular, tingué presència important en la vida civil portuguesa durant dècades: molts homes el reaprofitaven com a lligadura de feineig, i era habitual entre els treballadors de la construcció.

## Actualitat
Amb tot, la gorra de paracaigudista és avui --i des dels anys noranta-- una lligadura en franc retrocés: a l'exèrcit francès només és reglamentària en una unitat, el 3e RPIMa (Régiment parachutiste d'Infanterie de Marine), considerada hereva del 6è BPC (la unitat fundacional de la lligadura); a l'exèrcit portuguès fou suprimida entorn de 1996. Emperò, encara l'usen unitats militars i serveis uniformats de diversos estats africans de llengua oficial francesa.

## Derivació
La gorra de campanya francesa introduïda als anys noranta és de disseny anàleg a la casquette Bigeard, però sense clatellera, amb què s'acosta a l'aspecte d'una gorra de beisbol; té versions en patrons Daguet i CCE.
Una altra gorra de campanya d'estil Bigeard però sense clatellera fou reglamentària a l'exèrcit italià com a lligadura de l'uniforme Roma 92 (1992-2004) en la versió desèrtica. Amb l'adopció del patró mimetica vegetata l'ha substituïda una imitació de la patrol cap estatunidenca.